# Anthering
Anthering (Ãdaring im Flachgauer Dialekt) ist eine Landgemeinde im Norden des österreichischen Bundeslandes Salzburg mit 3762 Einwohnern (Stand 1. Jänner 2024). Sie liegt 9 km nördlich der Landeshauptstadt Salzburg im Bezirk Salzburg-Umgebung.

## Geografie
Die Gemeinde Anthering hat eine Fläche von 25,28 Quadratkilometer und liegt nördlich des Salzburger Beckens in der Flyschzone, eingebettet zwischen dem Haunsberg im Norden (mit der Gemeindegrenze zu Nußdorf am Haunsberg) und dem Hochgitzen im Süden (in der Gemeinde Bergheim). Im Westen bildet die Salzach die Gemeindegrenze und gleichzeitig die Staatsgrenze zu Bayern; östlich von Anthering liegt das Gemeindegebiet der Kleinstadt Seekirchen am Wallersee.
In Anthering befindet sich entlang der Salzach ein Teil der unter Naturschutz stehenden Salzachauen.

### Gemeindegliederung
Anthering besteht aus den beiden Katastralgemeinden
- Acharting
- Anthering

Als Ortschaften (im verwaltungstechnischen Sinn) befinden sich in der politischen Gemeinde Anthering (in Klammern Einwohnerzahl Stand 1. Jänner 2024):
- Acharting (226) samt Mühlbach und Reitbach
- Anthering (1635)
- Anzfelden (27)
- Berg (153) samt Bergassing und Wimpasing
- Gollacken (178) samt Gaizenberg und Schmieding
- Kobl (50)
- Lehen (1005)
- Ried (66)
- Schönberg (68)
- Trainting (89) samt Gaspading, Hutzing und Schwaig
- Wald (95) samt Raith
- Wurmassing (29)
- Würzenberg (141) samt Buchstätt, Doppl, Kirschberg, Mitterstätt und Schmiedsberg

Anthering ist Teil des Gerichtsbezirks Seekirchen am Wallersee.

### Nachbargemeinden
|            | Nußdorf am Haunsberg                        | Obertrum am See         |
| Bayern (D) | Kompassrose, die auf Nachbargemeinden zeigt | Seekirchen am Wallersee |
|            | Bergheim                                    | Elixhausen              |

## Geschichte
Das Gebiet des heutigen Anthering war bereits während der Römerzeit von etwa kurz vor Christi Geburt bis 500 besiedelt, was Funde von Gegenständen aus jener Zeit belegen.
Die jetzige Ansiedlung ist eine bajuwarische Gründung aus dem 6. Jahrhundert. Der Name Anthering geht zurück auf den Personennamen Antari (oder Anthari) und bezeichnet mit der Endung -ing ursprünglich die Wohnstätte einer Person dieses Namens und seiner Angehörigen. Der Ort soll ursprünglich schon 788 als Antheringen in der Notitia Arnonis erwähnt sein; man nahm aber den Beleg von 790 ad Antheringas als ersten sicheren Beleg an und feierte das 1200-jährige Jubiläum der Gemeinde folglich erst im Jahr 1990.
Im Verlauf der Franzosenkriege kurz nach 1800 zog das Heer Napoleons durch das Gebiet von Anthering, wo der Feldherr auch übernachtet haben soll.
Heute ist Anthering als Landgemeinde geprägt vom dörflichen Charakter mit einer großen Anzahl an kleinen Ansiedlungen. Es weist die für einen solchen Ort übliche Infra- und Sozialstruktur auf (Grundschule, Gemeindeeinrichtungen, Freiwillige Feuerwehr, Musikkapelle etc.).

## Kultur und Sehenswürdigkeiten

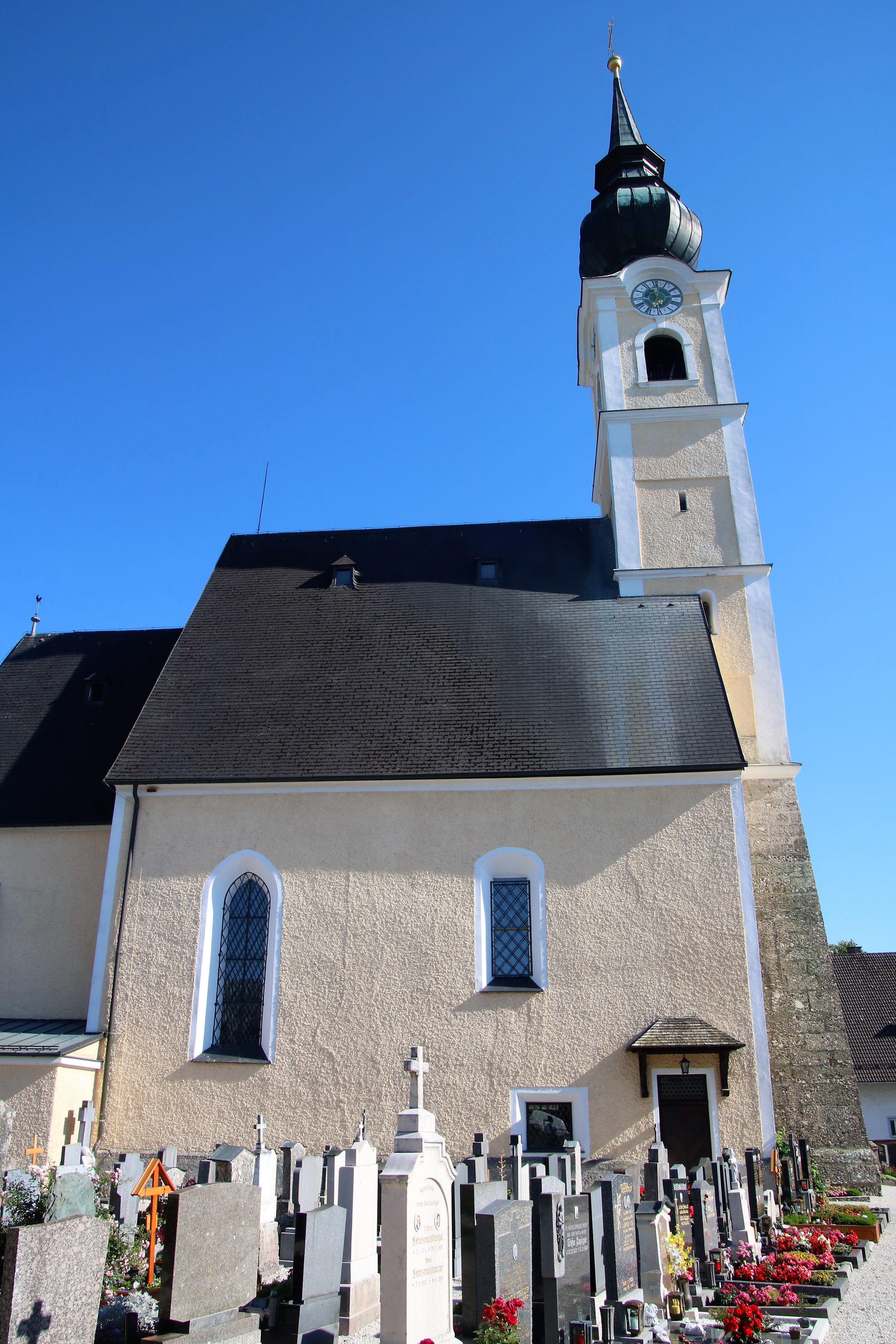
Pfarrkirche Anthering

### Bauwerke
- Katholische Pfarrkirche Anthering Mariä Himmelfahrt
- Kapellen
- Bauernhöfe[3]

### Theater
- Theater Anthering (vormals Antheringer Laientheater)[4]

### Regelmäßige Veranstaltungen
- Aperschnalzen der örtlichen Schnalzergruppe im Jänner und Februar
- Frühjahrskonzert der MK Anthering[5]

## Wirtschaft und Infrastruktur

### Wirtschaftssektoren
Von den 88 landwirtschaftlichen Betrieben des Jahres 2010 waren 67 Vollerwerbsbauern. Im Produktionssektor arbeiteten 221 Erwerbstätige im Bereich Herstellung von Waren, 198 in der Bauwirtschaft und zwei in der Wasserver- und Abfallentsorgung. Die wichtigsten Arbeitgeber des Dienstleistungssektors waren die Bereiche Handel (191) und soziale und öffentliche Dienste (105 Mitarbeiter).
| Wirtschaftssektor            | Anzahl Betriebe | Anzahl Betriebe | Erwerbstätige | Erwerbstätige |
| Wirtschaftssektor            | 2011            | 2001            | 2011          | 2001          |
| ---------------------------- | --------------- | --------------- | ------------- | ------------- |
| Land- und Forstwirtschaft 1) | 88              | 96              | 100           | 136           |
| Produktion                   | 44              | 26              | 421           | 124           |
| Dienstleistung               | 193             | 88              | 512           | 380           |

1) Betriebe mit Fläche in den Jahren 2010 und 1999
| Im Jahr 2011 lebten 1921 Erwerbstätige in Anthering. Davon arbeiteten 468 in der Gemeinde, mehr als drei Viertel pendelten aus. Dafür kamen 575 Menschen aus der Umgebung zur Arbeit nach Anthering. - Bahn: Anthering verfügt über eine Station an der Bahnstrecke Salzburg–Lamprechtshausen, welche in die S-Bahn Salzburg integriert ist. Anthering ist von der Landeshauptstadt Salzburg halbstündlich, zeitweise viertelstündlich erreichbar. - Straße: Die Gemeinde liegt an der Lamprechtshausener Straße (B 156). - Fahrrad: Durch das Gemeindegebiet führt auch entlang der Salzach als Radfernweg der Tauernradweg. | Die zur Anzeige dieser Grafik verwendete Erweiterung wurde dauerhaft deaktiviert. Wir arbeiten aktuell daran, diese und weitere betroffene Grafiken auf ein neues Format umzustellen. (Mehr dazu) |

## Politik

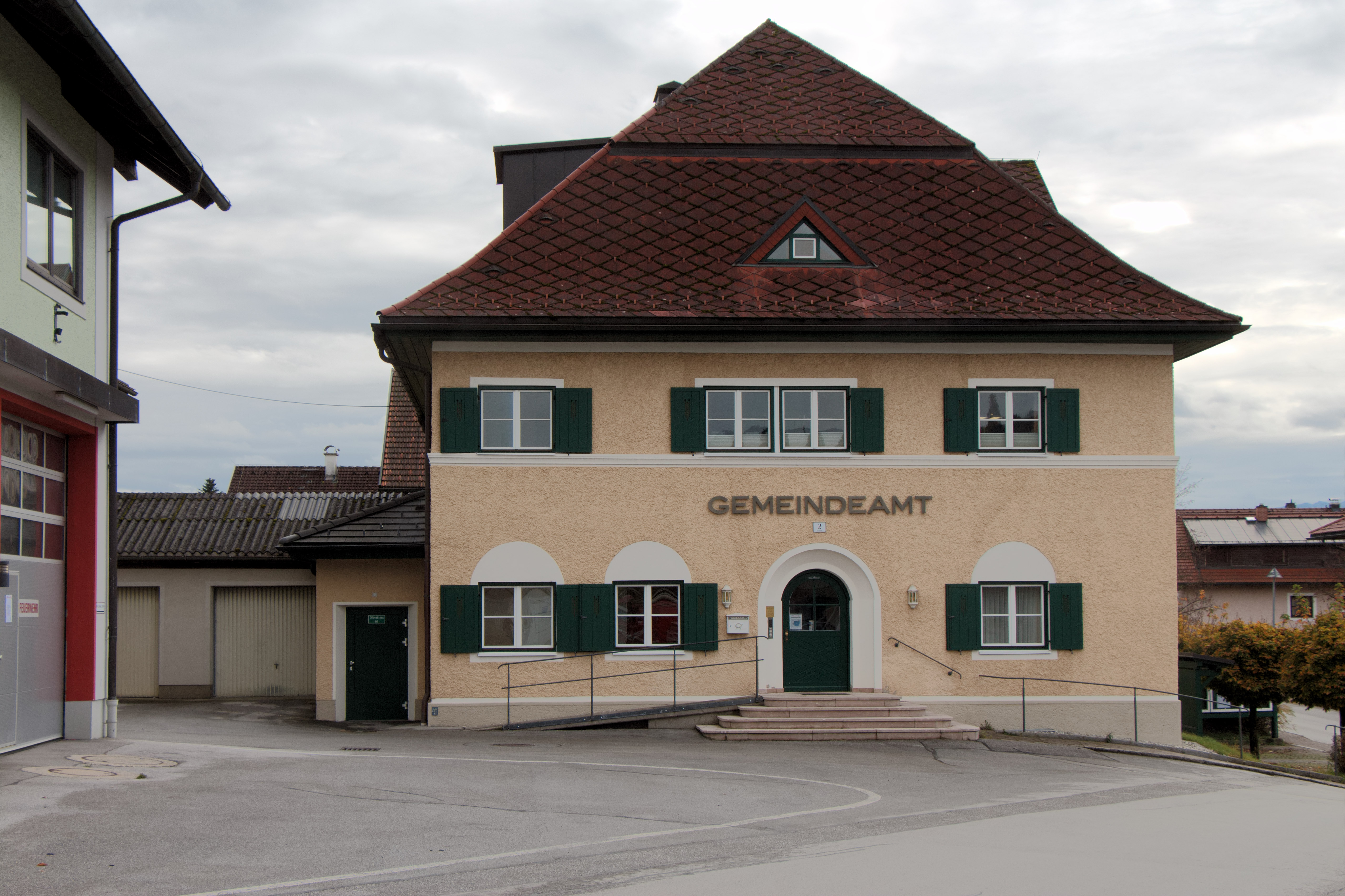
Gemeindeamt

### Gemeinderat
| Gemeinderatswahl 2024Wahlbeteiligung: 69,4 % 706050403020100 59,6 % (−7,3 %p)18,9 % (+7,5 %p)12,6 % (+2,4 %p)8,9 % (−2,7 %p) ÖVPGRÜNEFPÖSPÖ20192024 |

Die Gemeindevertretung hat seit 2014 insgesamt 21 Mitglieder.
- Mit den Gemeindevertretungs- und Bürgermeisterwahlen in Salzburg 2004 hatte die Gemeindevertretung folgende Verteilung: 12 ÖVP, 5 SPÖ, und 2 Liste für sparsame Verwaltung (19 Mitglieder)
- Mit den Gemeindevertretungs- und Bürgermeisterwahlen in Salzburg 2009 hatte die Gemeindevertretung folgende Verteilung: 14 ÖVP, 2 SPÖ, 2 Grüne, und 1 FPÖ. (19 Mitglieder)[10]
- Mit den Gemeindevertretungs- und Bürgermeisterwahlen in Salzburg 2014 hatte die Gemeindevertretung folgende Verteilung: 14 ÖVP, 3 Grüne, 2 SPÖ, und 2 FPÖ.[11]
- Mit den Gemeindevertretungs- und Bürgermeisterwahlen in Salzburg 2019 hatte die Gemeindevertretung folgende Verteilung: 15 ÖVP, 2 SPÖ, 2 Grüne, und 2 FPÖ.[12]
- Mit den Gemeindevertretungs- und Bürgermeisterwahlen in Salzburg 2024 hat die Gemeindevertretung folgende Verteilung: 13 ÖVP, 4 Grüne, 2 FPÖ und 2 SPÖ.[13]

|  | Die zur Anzeige dieser Grafik verwendete Erweiterung wurde dauerhaft deaktiviert. Wir arbeiten aktuell daran, diese und weitere betroffene Grafiken auf ein neues Format umzustellen. (Mehr dazu) |

### Bürgermeister
- bis 2004 Alois Ehrenreich
- 2004–2024 Johann Mühlbacher (ÖVP)[14]
- seit 2024 Alois Mühlbacher (ÖVP)

### Wappen
Das Wappen der Gemeinde ist: „In rotem Schild aufwärtsgekreuzt ein goldener und ein silberner Schlüssel über einem aufragenden steinernen Schrannentisch.“

## Persönlichkeiten

### Mit der Gemeinde verbundene Persönlichkeiten
- Johann Mayer (1922–2005), Politiker (ÖVP) und Gendarmeriebeamter
- Kurt Wölfflin (1934–1998), Schriftsteller
- Helena Adler (1983–2024), Schriftstellerin